# Thiết bị logic lập trình được

Một thiết bị PAL đơn giản. Các phần tử lập trình (giống như cầu chì) kết nối các đầu vào thực và bổ sung tới các cổng AND. Các cổng AND đó được OR với nhau để tạo nên một mảng logic hoàn thiện.

Thiết bị logic lập trình được (tiếng Anh: programmable logic device, viết tắt: PLD) là một thành phần điện tử được sử dụng để chế tạo mạch kĩ thuật số có thể cấu hình lại. Khác với mạch tích hợp bao gồm các cổng logic và có chức năng cố định, một PLD có chức năng chưa xác định tại thời điểm sản xuất. Trước khi được sử dụng, PLD phải được lập trình (tức là cấu hình lại) bằng phần mềm chuyên biệt.

## GAL

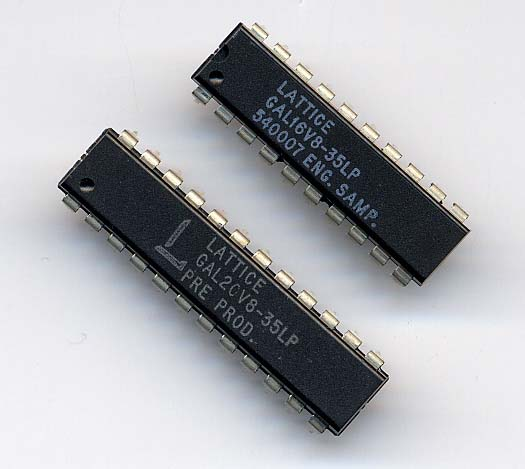
Lattice GAL 16V8 and 20V8